# Benasau
Benasau ist eine Gemeinde im Südosten von Spanien in der Provinz Alicante in der Valencianischen Gemeinschaft. 2024 hatte die Gemeinde 171 Einwohner. Zur Gemeinde gehört auch die Ortschaft Ares del Bosque.

## Geografie
Benasau liegt etwa 44 Kilometer nordnordöstlich von Alicante in einer Höhe von ca. 700 m. 

## Demografie
| 1900 | 1930 | 1950 | 1970 | 1981 | 1991 | 2001 | 2011 | 2021 |
| ---- | ---- | ---- | ---- | ---- | ---- | ---- | ---- | ---- |
| 649  | 511  | 476  | 344  | 254  | 221  | 221  | 172  | 167  |

## Sehenswürdigkeiten
- Turm der Barone von Finestrat
- Peterskirche in Benasau
- Kirche von Ares del Bosque

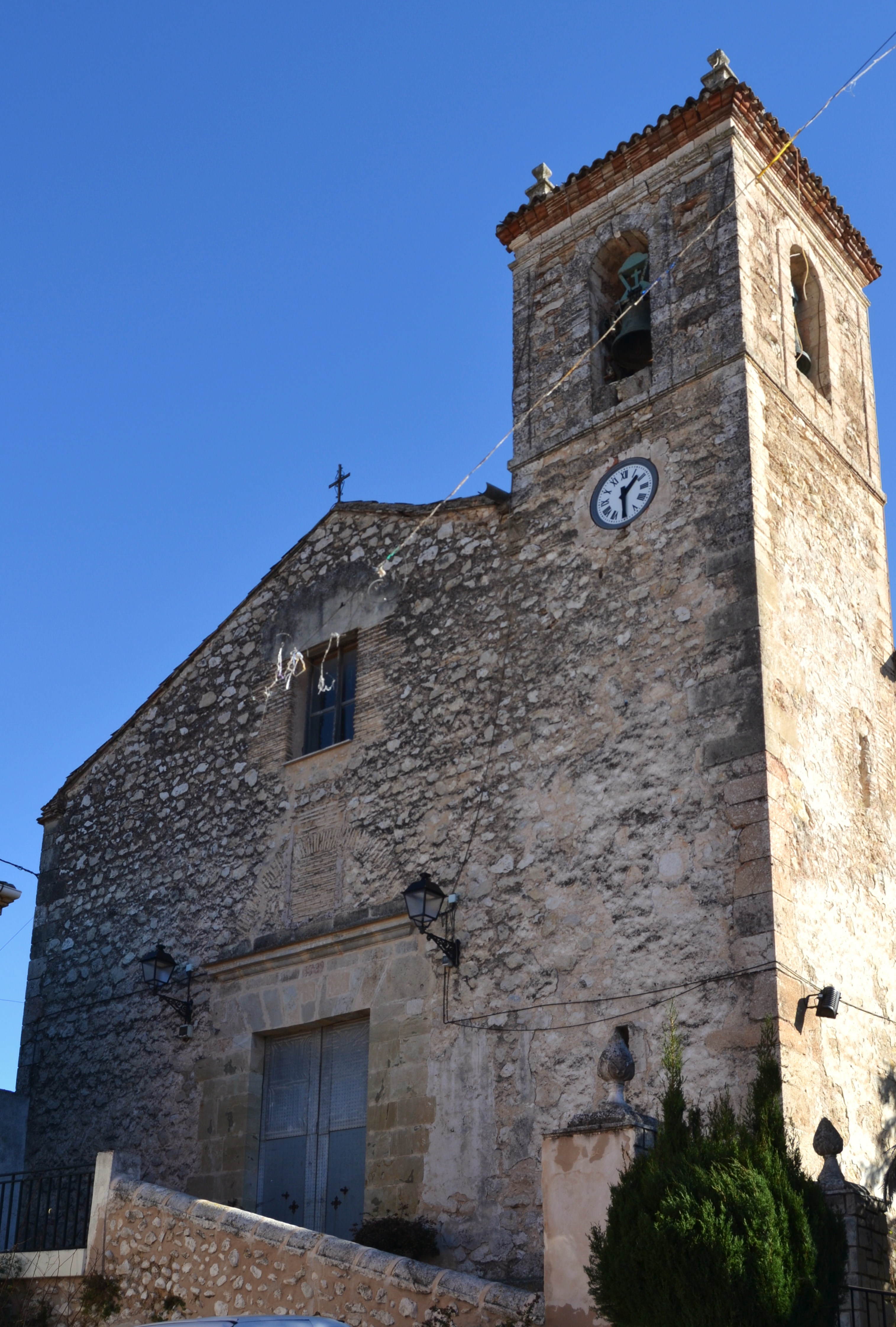
Peterskirche
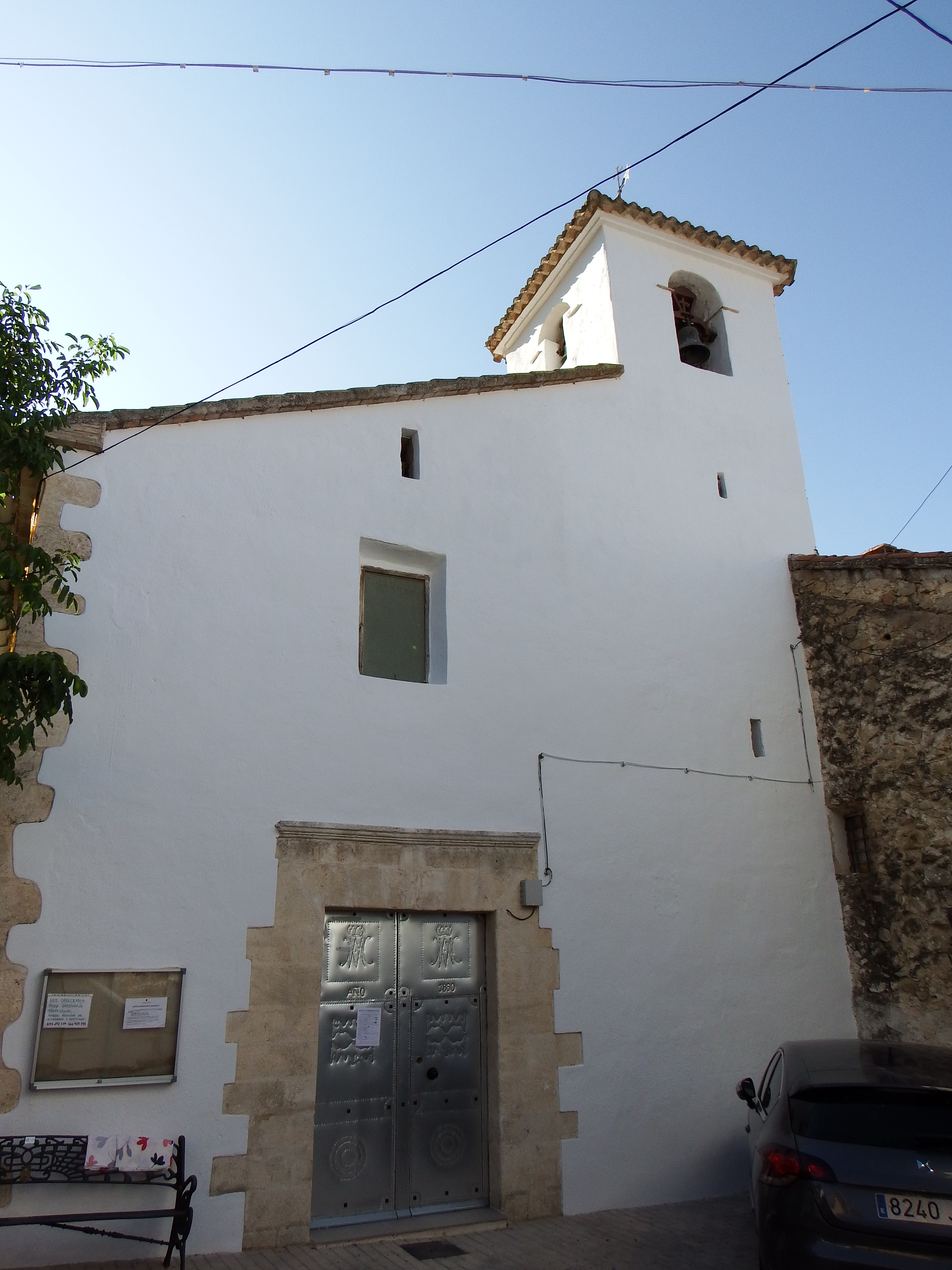
Kirche von Ares del Bosque
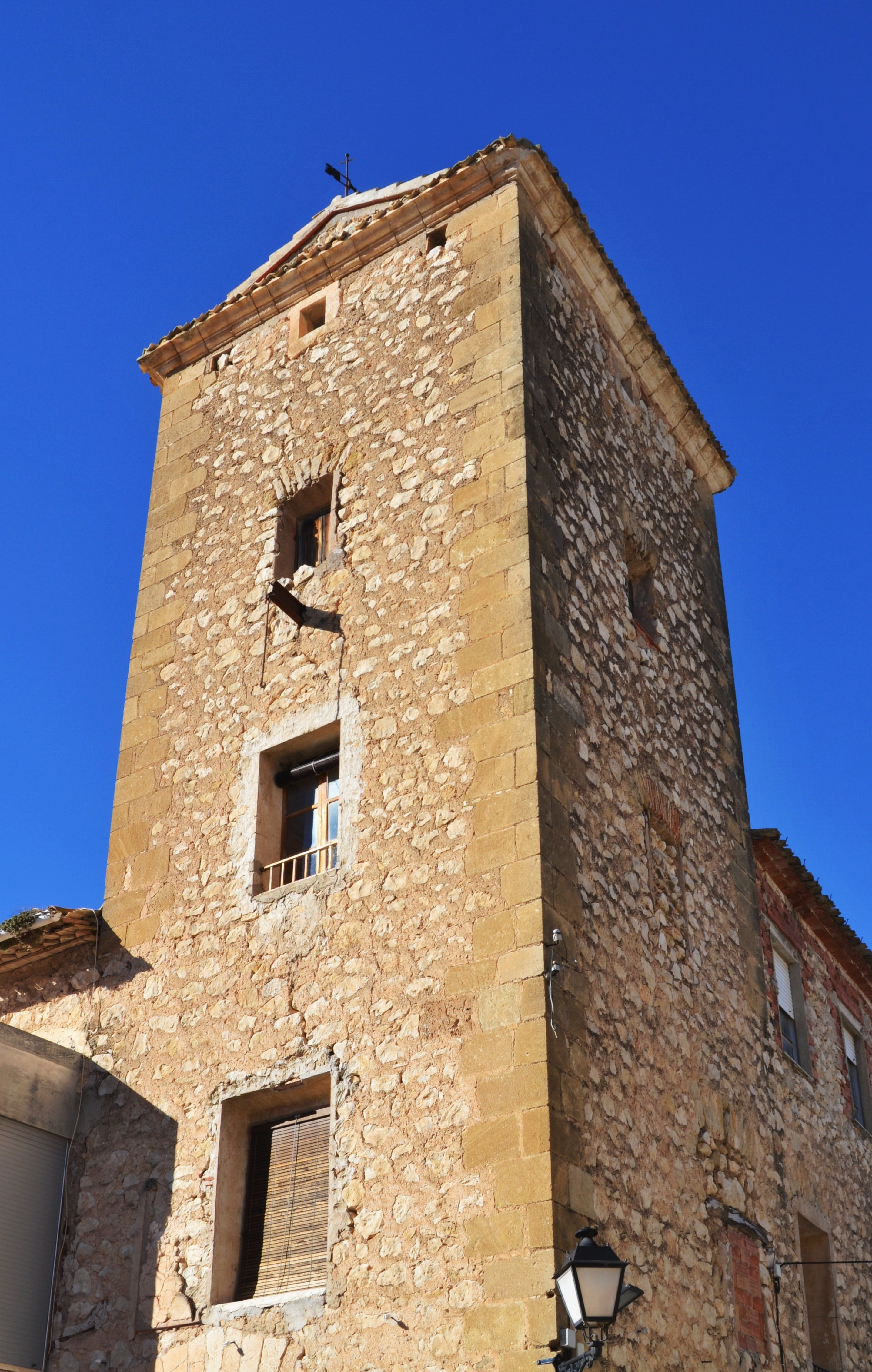
Turm der von Finestrat
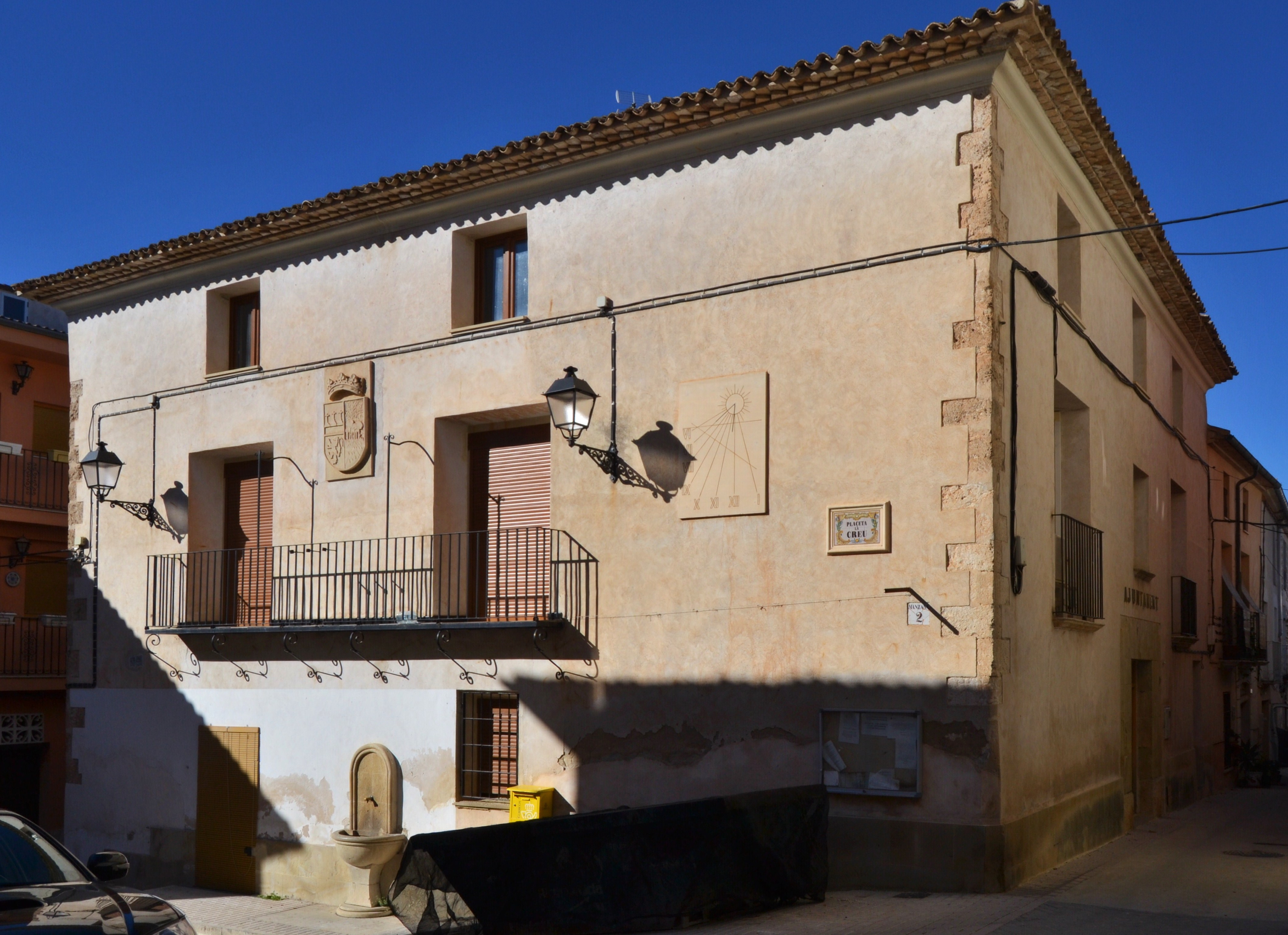
Rathaus